# 王采玉
王采玉（1864年12月7日—1921年6月14日），為中華民國行憲後首任總統蔣中正之母親，第6任中華民國總統蔣經國之祖母。因兒子蔣中正成為中國國民黨總裁之故，受尊稱為王太夫人。

## 經歷
王采玉父親王有則是大地主兼大商人，太平天國時之地主武裝（團練）首領:457。王采玉生于嵊縣斑竹鄉葛竹村（1931年改隶奉化县），自小讀書識字，受過教育熏陶:457。
16歲時，王采玉初嫁奉化縣下蹕駐曹家田村，18歲原夫即故去:457。她先嫁溪口曹家田村俞姓為妻，但丈夫不到36歲就死去，逐返嵊縣葛溪鄉娘家，一度曾至鄉里尼庵守寡，因堂兄王賢棣在玉泰鹽店當賬房，乃介紹給蔣肇聰做填房:2。或说，此前王采玉曾嫁竺某，並生一子。竺某與其子俱亡後，王采玉出家為比丘尼。後奉父母命還俗。
20歲時，王采玉透過在蔣家玉泰盐铺當掌櫃兼總帳房之堂兄王賢東撮合，再嫁給44歲的蔣肇聰做第三填房，結婚10年蔣肇聰死時，王采玉不滿30歲:457。1887年，王采玉生蔣肇聰次子蔣介石，后又生一男两女：蔣瑞蓮生於1890年，嫁給後竺村竺芝珊為妻；蔣瑞菊不到幾個月就夭折；弟蔣瑞青譜名周傳，生於1895年，死於1898年:2。

## 早年喪夫
丈夫蔣肇聰逝世时，他与前妻徐氏所生的长子蔣介卿19歲，是揮霍自如之花花公子，閙着要分家。蔣介石作为次子，名下分得一批財產：老宅房屋和銀號存款、30畝稻田、幾百畝竹山和部份商號投資:457。王采玉管理這些家產，撫養蔣介石和瑞蓮，深得鄉鄰讚譽:457。
蔣介石自父親死後，即隨母親受社會土豪劣紳之壓迫，貪官污吏之剝削，以過孤兒寡婦之悲境:26。蔣喪父未滿一年，洪水浸屋三尺，此時家中惟有寡母王氏與孤兒蔣介石二人，蔣瑞蓮稚幼尚不知情:27。透水半日，無人到蔣家援手:27。王氏悲歎，如果蔣父在生，近鄰舖中人皆早來協助，而蔣父亦自在家中處置一切，決不至如今日之孤苦伶仃:27。蔣自此乃知社會之黑暗與不平，而更恨世態之炎涼與人情之澆薄:27。
王氏須傾力匡家、持本度日，撫育继子女及親子女等。惟寡婦及子女遭遇親友欺凌在所難免。蔣稍長後，見投考軍校者眾，畢業者多儀表英挺，又嘗思國家傾頹、列強環伺，惟軍校所教授之知識、紀律和正氣能育成扶危濟急之才，因此說服蔣母同意蔣氏報讀軍校。

## 親子關係
蔣介石日後曾自撰《先妣王太夫人事略》回憶：「中正幼多疾病，且常危殆，及痊癒則又嬉戲跳躍；凡水火刀槍之傷，遭害非一，以此倍增慈母之勞；乃六歲入學，頑劣益甚，而先妣訓迪不倦，或夏楚頻施，不稍姑息。」說明寡母管教諸子不易；尤其蔣少時聰明活潑，好奇心強烈，或因肇端使鄰里不滿而斥責，激發蔣氏不群反擊之心，幸賴蔣母嚴慈並施、規勸講理，又蔣氏性本明理、甚有正義感，上進志向熾烈、百折不撓，方有往後之機遇與大成之功業。是故蔣氏回顧往昔母親管教時，筆下常見感恩思親之情懷。如《外王母姚太夫人家傳》：「中正課餘假歸，侍外王母與先妣於冬日愛堂中。中正讀，先妣織，外王母念佛，機聲、梵音與書句相唱和，此情此景，彷彿猶在目前。」
1891年，王采玉憂慮蔣尤好嬉戲樂水，遂請示於蔣斯千，早送入家塾:2。1911年10月，蔣介石回國參加起義:103。蔣在出發前曾寫信給其母王采玉，與母兄訣別:103。蔣告以誓為革命犧牲，並勸母勿念兒及死後家事之處置，語極激凄:106。語多悲壯蕭然:103。信中懇切地希望母親：「恕兒不孝之罪。」:106王采玉接信後，派侄兒王良岳到杭州勸慰：「死生一視於義，毋以家事為念。」:1065日後，蔣領上百人組成之敢死隊，沖鋒在最前，為革命軍掃出一條血路，光復杭州:103。

## 晚年弄孫
1910年4月27日，王氏之長孫蔣經國由子媳——毛福梅誕於家中。1921年6月14日，王采玉病故，終年57歲:457。
1921年6月14日王氏於家中故去，子因事業發展不如意，隨侍在側，孫中山聞訊撰文追悼。王氏葬于溪口白岩山鱼鳞岙，墓旁有一對聯，為蔣親撰，上聯為：「禍及賢慈當日頑梗悔已晚」；下聯為：「愧為逆子終身沉痛恨靡涯」:25。子蔣介石在安葬母親後，於《慈庵記》載：「歲次癸丑，吾兄錫侯與中正既安葬先考肅庵於村北之桃坑，時先慈王太夫人健在，諄囑吾兄與中正曰：余百年後不必因襲舊禮同穴，以余墓之工事重驚爾父之靈，當為余營別塘。每中正歸省，無不以此見責，且自置墓碑，以示其意志之堅決。易簀時又以是為遺囑於吾兄弟二人者。中正既未能盡色養於生前，復何敢違先人治命，滋厥咎戾！因於辛酉歲，卜吉魚鱗嶴中壟，為先慈安窀穸。」
蔣介石對其母感情特別深厚，在他統治中國二十多年中，除了抗戰時期在重慶外，幾乎每年清明節，都要偕同宋美齡回家鄉掃墓:457。
1964年12月，王采玉百歲誕辰，蔣撰文紀念:108。
1968年中國大陸文化大革命期間，王采玉及蔣介石的前配偶毛福梅的墓被上海的大學生領導的寧波中學生掘開，其墓碑被丟進了樹林，遺骸被學生在樹林里綁在車後拖拽至屍骨無存。

## 家庭
- 長子：蔣瑞元（即蔣中正）
- 次子：蔣瑞青（早逝）
- 長女：蔣瑞蓮
- 次女：蔣瑞菊（早逝）
- 子媳：毛福梅
- 孫：蔣經國
- 義孫：蔣緯國

## 勳章命名爭議
2007年4月，民進黨立委余政道認為中華民國文職最高勳章采玉大勳章是以王采玉命名，提议将采玉大勋章更名为「台湾大勋章」并废除中正勋章，惟此項建議未受立法院採用。2017年9月，時代力量立委林昶佐與民進黨立委呂孫綾也認為采玉大勳章是以王采玉命名，再度要求更名。3天後，軍事研究者丘智賢反駁，玉為中國珍貴物品，且用為國家朝聘之禮，因此將其作為代表國器的象徵，采、彩兩個字是通用字，因此采玉大勳章與王采玉無關。
1933年國民政府制定《頒給勳章條例》時擬的釋義解釋「采者采色也，所以示差別」（當時有十種采玉章，玉色依等級不同）、「玉為吾國珍貴之物，在昔士大夫即有佩玉，且用為國家朝聘之禮，禮記聘義篇曰：『君子比於玉焉，……』，詩云：『言念君子，溫如其玉，……』」，當時英文譯名：Order of Jade。